# 宜野座村
宜野座村（日语：／ Ginoza son */?，琉球語：／ ）是日本沖繩縣国头郡的一个市町村，地理上位於沖繩本島中部的东侧，北邻名护市，西南接金武町。

## 人口
| 宜野座村人口分布圖 |                                                 |  |
| 宜野座村與日本全國年齡別人口分布比較圖 （2005年資料） | 宜野座村的年齡、男女別人口分布圖 （2005年資料） |  |
| ■紫色是宜野座村 ■綠色是全国 | ■藍色是男性 ■紅色是女性                         |  |
| 宜野座村人口變化 \| 1970年 \| 3,566人 \| \| \| 1975年 \| 3,819人 \| \| \| 1980年 \| 4,022人 \| \| \| 1985年 \| 4,414人 \| \| \| 1990年 \| 4,630人 \| \| \| 1995年 \| 4,651人 \| \| \| 2000年 \| 4,749人 \| \| \| 2005年 \| 5,042人 \| \| \| 2010年 \| 5,331人 \| \| \| 2015年 \| 5,597人 \| \| \| 2020年 \| 5,833人 \| \| |                                                 |  |
| 資料來源：日本總務省統計中心提供之人口普查數據 |                                                 |  |
| 1970年 | 3,566人                                         |  |
| 1975年 | 3,819人                                         |  |
| 1980年 | 4,022人                                         |  |
| 1985年 | 4,414人                                         |  |
| 1990年 | 4,630人                                         |  |
| 1995年 | 4,651人                                         |  |
| 2000年 | 4,749人                                         |  |
| 2005年 | 5,042人                                         |  |
| 2010年 | 5,331人                                         |  |
| 2015年 | 5,597人                                         |  |
| 2020年 | 5,833人                                         |  |

## 歷史
- 1896年4月1日：實施郡區制，為國頭郡轄下金武間切。
- 1908年4月1日：實施島嶼町村制，金武間切改設為金武村（現金武町）。
- 1946年4月1日：金武村北部分割獨立成宜野座村。

## 交通

### 道路
高速道路
- 沖繩自動車道：宜野座交流道

一般國道
- 國道329號

主要地方道
- 沖繩縣道71號名護宜野座線

一般縣道
- 沖繩縣道13號線
- 沖繩縣道234號漢那松田線

## 教育
高等學校
- 沖繩縣立宜野座高等學校（日语：沖縄県立宜野座高等学校）

中學校
- 宜野座村立宜野座中學校（日语：宜野座村立宜野座中学校）

小學校
- 宜野座村立松田小學校
- 宜野座村立宜野座小學校
- 宜野座村立漢那小學校

## 姊妹、友好都市

### 日本
- 內子町（愛媛縣喜多郡）

## 外部連結
- （日語） 官方网站
- （日語） 維客旅行上的宜野座村（页面存档备份，存于）